# Artésien-Klasse
Die Artésien-Klasse war eine Klasse von fünf 64-Kanonen-Linienschiffen der französischen Marine, die von Joseph-Louis Ollivier entworfen wurde und von 1765 bis 1796 in Dienst stand.

## Einheiten
| Name      | Bauwerft         | Kiellegung      | Stapellauf        | Indienststellung | Verbleib                                                                                            |
| --------- | ---------------- | --------------- | ----------------- | ---------------- | --------------------------------------------------------------------------------------------------- |
| Artésien  | Arsenal de Brest | 3. April 1764   | 7. März 1765      | Mai 1765         | Nutzung als Hulk ab 1784                                                                            |
| Roland    | Arsenal de Brest | 22. Januar 1770 | 14. Februar 1771  | September 1771   | 1779 verbrannt                                                                                      |
| Alexandre | Arsenal de Brest | 22. Januar 1770 | 28. Februar 1771  | August 1771      | 1779 verbrannt                                                                                      |
| Protée    | Arsenal de Brest | Februar 1771    | 10. November 1772 | August 1773      | 1780 durch die Royal Navy gekapert, als Prothee in Dienst, ab 1796 Gefängsnishulk, 1815 abgebrochen |
| Éveillé   | Arsenal de Brest | Februar 1771    | 10. Dezember 1772 | August 1773      | 1786 außer Dienst                                                                                   |

## Technische Beschreibung
Die Klasse war als Batterieschiff mit zwei durchgehenden Geschützdecks konzipiert und hatte eine Länge von 50,19 Metern (Geschützdeck), eine Breite von 13,16 Metern und einen Tiefgang von 6,5 Metern.  Sie waren Rahsegler mit drei Masten (Fockmast, Großmast und Besanmast). Der Rumpf schloss im Heckbereich mit einem Heckspiegel, in den Galerien integriert waren, die in die seitlich angebrachten Seitengalerien mündeten.
Die Besatzung hatte eine Stärke von 599 Mann (9 Offizieren und 590 Unteroffizieren bzw. Mannschaften). Die Bewaffnung der Klasse bestand bei Indienststellung aus 64 Kanonen.
|                | Unteres Batteriedeck | Oberes Batteriedeck | Backdeck      | Achterdeck     | Kanonen (Geschossgewicht) |
| -------------- | -------------------- | ------------------- | ------------- | -------------- | ------------------------- |
| Design         | 26 × 24-Pfünder      | 28 × 12-Pfünder     | 4 × 6-Pfünder | 6 × 6-Pfünder  | 64 Kanonen (250 kg)       |
| 1780 (Prothee) | 26 × 24-Pfünder      | 26 × 18-Pfünder     | 2 × 9-Pfünder | 10 × 9-Pfünder | 64 Kanonen (272 kg)       |